# Joaquín Buigas
Joaquín Buigas i Garriga (Barcelona, 12 de julio de 1886-2 de enero de 1963), también conocido como Joaquim Buïgas i Garriga, fue un historietista español, guionista de la serie más popular de la revista TBO La familia Ulises.

## Familia
Joaquín Buigas procedía de un linaje familiar muy unido a la historia cultural de su ciudad natal. Su abuelo materno, Miguel Garriga y Roca, fue el arquitecto del Gran Teatro del Liceo; su padre, Cayetano Buigas, autor del Monumento a Cristóbal Colón; y su hermano, Carlos Buigas, diseñó las fuentes luminosas de Montjuïc.

## Biografía
En 1917, de vuelta en Barcelona tras un largo periodo por Latinoamérica, adquirió la cabecera TBO, y posteriormente fundó Ediciones TBO junto a Emilio Viña y la señora Estivill como socios.
En 1944, tras ver posibilidades en una historieta ilustrada por Benejam, La familia Ulises, protagonizada por una familia numerosa, decidió escribir más guiones con estos personajes.